# Silnik rekomendacji
Silnik rekomendacji (też l. mn.: silniki rekomendacyjne) – nazwa zaawansowanego mechanizmu używanego w witrynach sklepów internetowych, dzięki któremu klient, który odwiedza sklep internetowy, otrzymuje online spersonalizowane zachęty zakupowe. Dzieje się tak, ponieważ silnik rekomendacji analizuje zachowania użytkownika w sieci: przeglądane strony i produkty, jakimi był zainteresowany. Na podstawie zebranych danych, zarówno na temat produktu, jak i użytkownika, podpowiada produkty skrojone na miarę ich potrzeb.